# 大和町 (板橋區)
大和町（日语：／ Yamatochō */?）是東京都板橋區的町名，為未設丁目的單獨町名。 
板橋區全域已實施住居表示。

## 地理
位於板橋區東南部，石神井川為町域南界。北鄰宮本町，東接本町，南與冰川町以石神井川為界，西通雙葉町。面積僅約0.2公頃。東京都道318號環狀七號線（環七通）貫穿町域北部，西邊有國道17號（中山道）與首都高速5號池袋線通過。

### 地形
位於武藏野台地成增台高地。地勢由北向南往石神井川傾斜，可見明顯的地勢起伏。

### 地價
依據2014年（平成26年）1月1日的公告地價，大和町35-15的住宅地價為37萬3000日圓/m2。

## 历史
廢藩置縣實施前，此地屬武藏國豐島郡下板橋宿。是中山道板橋宿西側的丘陵地帶。

### 沿革
- 1695年（元祿8年）：建設中用水。下板橋村、十條村、稻付村、赤羽村等現在板橋區與北區赤羽地區，利用石神井川水源進行農作。
- 1871年（明治4年）：廢藩置縣實施，編入東京府。實施大區小區制（日语：大区小区制）。
- 1878年（明治11年）：依郡區町村編制法（日语：郡区町村編制法）設置北豐島郡，為東京府北豐島郡下板橋宿。
- 1889年（明治22年）4月1日：市制町村制施行，為東京府北豐島郡板橋町大字下板橋。
- 1932年（昭和7年）10月1日：東京府內市郡合併，板橋區成立，為東京府東京市板橋區（舊）板橋町八丁目與十丁目（1943年8月1日東京都制施行）。
- 1933年（昭和8年）：中山道新道（國道17號）開通。
- 1930年代：板橋乘合自動車（戰後整合為國際興業巴士（日语：国際興業バス））開設巢鴨站－板橋站間的路線。
- 1944年（昭和19年）：都電志村線（日语：都電志村線）開通，板橋十丁目（之後的板橋本町）、富士見通（之後的大和町）設置車站。
- 1946年（昭和21年）：同潤會富士見醫院開院。
- 1956年（昭和31年）4月1日：地番整理，（舊）板橋町八丁目、十丁目與志村清水町部分地區合併成立大和町。
- 1964年（昭和39年）：東京都道318號環狀七號線（環七通）開通。
- 1965年（昭和40年）8月23日：環七通大和町陸橋竣工，與國道17號立體交叉。
- 1966年（昭和41年）5月28日：都電志村線廢止。
- 1968年（昭和43年）12月27日：都營地下鐵6號線開通，板橋本町站開業。
- 1977年（昭和52年）8月19日：首都高速5號池袋線北池袋出入口 - 高島平出入口開通。
- 2007年（平成19年）：開設YUME公園大和町（YUMEパーク大和町）。

## 交通

### 鐵道
- 東京都交通局
  - 都營地下鐵三田線：板橋本町站 全列車停車。
    - 南下：巢鴨、日比谷、目黑方向　經東急目黑線直通運轉至東急東橫線日吉站。
    - 北上：志村坂上、西高島平方向

### 巴士
- 本項僅記述行經中山道的系統。環七通系統（國際興業巴士（日语：国際興業バス）、關東巴士赤31，都營巴士王78，國際興業巴士王54）的大和町巴士站位在大和町陸橋東側的側道匯合地點（本町10番地與12番地），距離本地（大和町交差點）約300公尺。請參照本町 (板橋區)。
- 國際興業巴士（日语：国際興業バス）
  - 大和町、上宿（舊稱：板橋本町）
    - 池20：往池袋站西口、往高島平操車場
    - 池21 往池袋站西口、行經舟渡町往高島平站
    - 赤51　行經西丘往赤羽站西口、行經陽光城往池袋站東口
    - 赤57 行經隧道往赤羽站西口、往日大醫院

### 道路
- 國道17號（中山道）
- 首都高速5號池袋線
- 東京都道318號環狀七號線（環七通）

### 橋梁
- 堰之上橋
- 新板橋：國道17號通過石神井川的橋。相對舊中山道的「板橋」，將之命名為「新板橋」。無論位置或由來都與都營地下鐵三田線新板橋站（建設當時為了與國鐵板橋站區別而稱為新板橋站）不同。

## 設施
- 智清寺：中用水石橋（1714年架橋）遺跡。
- 光明山愛染院日曜寺：愛染明王本尊。藍染業者信仰中心。
- 同潤會富士見醫院
- 板橋區立板橋保育園
- YUME公園大和町（YUMEパーク大和町）

## 備註
1. ↑  .   [2014-09-27]. （原始内容存档于2014-09-14）.
2. ↑  板橋区教育委員会『いたばしの地名』，1995年3月，P127。
3. ↑  .   [2014-09-27]. （原始内容存档于2014-10-06）.